# Symplecta brachyptera
Symplecta brachyptera är en tvåvingeart som först beskrevs av Alexander 1955.  Symplecta brachyptera ingår i släktet Symplecta och familjen småharkrankar. Inga underarter finns listade i Catalogue of Life.